# Église Saint-Léger de Bessines-sur-Gartempe
Pour les articles homonymes, voir Église Saint-Léger.
L'église Saint-Léger est une église catholique située à Bessines-sur-Gartempe, en France.

## Localisation
L'église est située dans le département français de la Haute-Vienne, sur la commune de Bessines-sur-Gartempe.

## Historique
L'église date des XIIIe et XVe siècles.
La façade et les toitures de l'église sont inscrites au titre des monuments historiques le 4 juillet 1973.
Dédiée à saint Léger (martyr canonisé en 681), refaite en grande partie au XVe siècle. Nef à quatre travées. La chapelle septentrionale des " Seigneurs de Monisme " porte sur la voûte les armes des Razés Monisme. Sur le mur nord extérieur est encastrée une pierre gravée en calcaire (rare en Limousin) représentant le symbole de la main bénissante. Cette pierre serait intimement liée avec l’histoire de Grammont.

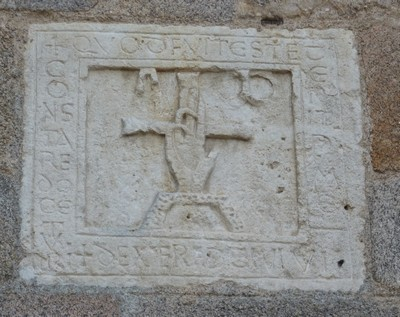
Pierre gravée en calcaire.

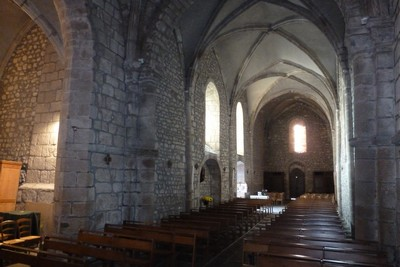
Église Saint-Léger de Bessines-sur-Gartempe

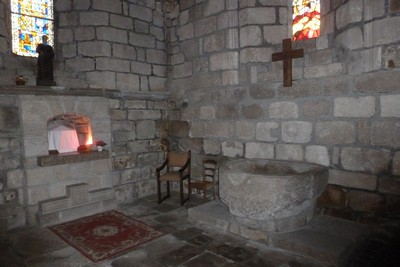
Les fonts baptismaux